# 獅面狨屬
獅面狨屬或鬃毛狨猴（學名 Leontopithecus），為狨亞科的一屬，屬於新世界猴，共分爲四種。生活在巴西的東部雨林地區，樹栖性。獅面狨的體重一般為900科，體長30釐米，尾長45釐米。它們主要以樹皮下的昆蟲為食，有時也吃蛇、小蜥蜴和水果。
群居動物，一對獅面狨共同照顧它們的孩子。
獅面狨是白天活動的動物，晚上睡在樹洞中，天熱時也常尋找陰涼処休息。